# 江戸相撲明和2年10月場所
江戸相撲明和2年10月場所（えどすもうめいわ2ねん10がつばしょ）は、明和2年（1765年）10月に開催された江戸相撲（大相撲の前身）の本場所。興行場所は深川八幡神社。

## 幕内番付・星取表
| 東               | 東                  | 東             | 番付      | 西             | 西                     | 西   |
| 備考             | 成績                | 力士名         | 番付      | 力士名         | 成績                   | 備考 |
| ---------------- | ------------------- | -------------- | --------- | -------------- | ---------------------- | ---- |
| 新大関（第23代） | 全休                | 三國川瀬左エ門 | 大関      | 洞ヶ嶽浜右エ門 | 全休                   |      |
|                  | 全休                | 鱛ヶ洞岩右エ門 | 関脇      | 磯碇平左エ門   | 2勝2敗1分1預1無勝負1休 |      |
|                  | 3勝2分1預1無勝負1休 | 出水川貞右エ門 | 小結      | 艫綱良助       | 4勝2敗1分1休           |      |
|                  | 6勝2敗              | 鰭ヶ嶽岸右エ門 | 前頭筆頭  | 戸田川鷲之助   | 4勝1敗3休              |      |
|                  | 5勝3無勝負          | 雪見山堅太夫   | 前頭2枚目 | 大童子峰右エ門 | 2敗6休                 |      |
|                  | 1勝4敗3休           | 響灘源太左エ門 | 前頭3枚目 | 関ノ戸億右エ門 | 6勝2無勝負             |      |
|                  | 2勝4敗1無勝負1休    | 置塩川巻右エ門 | 前頭4枚目 | 荒熊沢右エ門   | 4勝1敗1分1預1休        |      |
|                  | 1勝4敗1分2休        | 呉ヶ崎吉郎次   | 前頭5枚目 | 越ノ海福松     | 6勝1預1無勝負          |      |

## 備考
- この時代の江戸相撲においては優勝力士という概念は存在していないが、後に定められた優勝制度を遡って準用することができる。本場所においては、関ノ戸が優勝に相当する力士であるとみなすことができる。また、越ノ海は優勝同点相当である（優勝制度当初は、番付上位者優勝制度を採用していた）。